# 新馬場新
新馬場 新（しんばんば あらた、1993年 -）は、日本の小説家、SF作家。神奈川県生まれ。

## 経歴・人物
明治大学法学部卒業。学生時代にはバックパッカーとして世界各地を訪れ、帰国後はゲーム会社に就職した。2020年4月、投稿作「月曜日が、死んだ。」が第3回文芸社文庫NEO小説大賞にて大賞を受賞し、同作にて作家デビュー。2022年7月には、投稿作「サマータイム・アイスバーグ」が第16回小学館ライトノベル大賞で優秀賞を受賞している。
日本SF作家クラブ会員。

## 作品リスト

### 単行本
- 『月曜日が、死んだ。』（文芸社文庫NEO、2020年11月）
- 『町泥棒のエゴイズム』（文芸社文庫NEO、2021年9月）
- 『グッバイ、マスターピース』（双葉文庫、2022年1月）
- 『サマータイム・アイスバーグ』（小学館ガガガ文庫、2022年7月）
- 『沈没船で眠りたい』（双葉社、2023年8月）
- 『十五光年より遠くない』（小学館ガガガ文庫、2023年12月）
- 『歌はそこに遺された』（徳間書店、2025年5月）

### 雑誌掲載作品
小説
- 「春2050」 - 『小説推理』2024年12月号

エッセイ
- 「行かない旅の栞04 十年経っても見つからない」 - 『紙魚の手帖』vol.18 AUGUST 2024